# Стороннє тіло вуха
Стороннє тіло вуха — це чужорідний предмет у зовнішньому слуховому ході. Симптоми можуть бути відсутні або проявлятися болем і виділеннями з вуха. Також може спостерігатися погіршення слуху. Можливими ускладненнями є кровотеча або порушення шкірного покриву.
У вухо можуть потрапити такі предмети, як намистини, ватні палички, папір, пісок, комахи та батарейки «таблетки». Найчастіше предмет застрягає в проході між хрящем вушної раковини та кістками черепа. Діагноз зазвичай встановлюється під час огляду вуха за допомогою отоскопа.
Перед видаленням стороннього тіла у слуховий прохід можна закапати підігрітий розчин лідокаїну (1–2 %) для знеболення. Для зменшення негативних відчуттів під час процедури також може застосовуватися процедурна седація. Для видалення стороннього тіла може використовуватися кілька методів, зокрема аспірація, промивання та видалення пінцетом. За наявності ознак пошкодження шкіри рекомендується використання вушних крапель з антибіотиком. Серед ускладнень під час спроби видалення стороннього тіла може бути перфорація барабанної перетинки.
Потрапляння сторонніх тіл у вуха спостерігається доволі часто. Найчастіше це зустрічається в дітей і є найпоширенішим випадком стороннього тіла в цій віковій групі. Описи сторонніх тіл у вусі зустрічаються в античній літературі, зокрема в працях Гіппократа, що датуються близько 400 р. до н.е.